# Podisma lezgina
Podisma lezgina är en insektsart som beskrevs av Boris Petrovich Uvarov 1917. Podisma lezgina ingår i släktet Podisma och familjen gräshoppor. Inga underarter finns listade i Catalogue of Life.